# ذكاء عملي
الذكاء العملي (بالإنجليزية: Practical Intelligence)‏ هو القدرة على فهم وتحليل مواقف الحياة اليومية والإفادة منها، فهو ذكاء الحياة اليومية الذي يعتمد على المعرفة الضمنية (الكامنة) التي نكتسبها من خلال الاحتكاك غير المنظم بالآخرين.، وقد عرّفه ستيرنبرج (Sternberg) بأنه «القدرة الكامنة على تطبيق الأفكار في سياق العالم الخارجي». أو «القدرة على إيجاد انسجام أمثل بين الفرد ومتطلبات البيئة من خلال التوافق مع البيئة أو اختيار بيئة جديدة يمكن للفرد فيها أن يحقق أهدافه»،
الذكاء العلمي ينقسم إلى ثلاثة أجزاء: الأول هو الذكاء التحليلي، والثاني هو الذكاء الابداعي، والثالث هو الذكاء العملي والأخير يعني قدرة الفرد على المواءمة بين قدراته وحاجاته من ناحية، وبين متطلبات البيئة من ناحية اخر يعني قدرة الفرد على المواءمة بين قدراته وحاجاته من ناحية وبين متطلبات البيئة من ناحية أخرى.

## المكونات الرئيسة للذكاء العملي
ذكر ستيرنبرج (Sternberg) ثلاثة مكونات للذكاء العملي هي:
1. الكيف (Adaptation): وهي مواءمة الفرد لقدراته واحتياجاته مع متطلبات وخصائص البيئة التي يعيش فيها.
2. التشكيل (Shaping): أي إحداث الفرد تغييراً في كل أو بعض جوانب البيئة من حوله، بدلاً من الانصياع لخصائص البيئة واحتياجاتها، ويميل الفرد لاستخدام هذه الإستراتيجية عندما بفشل في استخدام إستراتيجية التكيف مع البيئة، أو لمجرد الرغبة في التغيير، وبكون للتشكيل معنى عندما يُحدث الفرد أحد التغيرات في البيئة لتتناسب مع طبيعته.
3. الاختيار (Selection): يختار الفرد بيئة جديدة تماماً، فالعامل الذي يفشل في التكيف مع متطلبات عمله الجديد، ثم يفشل في إحداث تغيير في بيئة العمل، بحيث تكون مناسبة له، فقد يلجأ في النهاية إلى البحث عن عمل جديد، ثم الانتقال إلى بيئة جديدة تتناسب مع قدراته واحتياجاته وميوله.[3][5][6]

## وصلات خارجية
- موقع هسبريس: المختار شعالي، نظرية الذكاء الثلاثي،16 مارس 2015.